# Alberschwende
Alberschwende este o localitate din Vorarlberg cu o populație de 3026  de locuitori.